# Rhynchagrotis formalis
Rhynchagrotis formalis là một loài bướm đêm trong họ Noctuidae.